# Baldwinonus
Baldwinonus — вимерлий рід базальних синапсидів ранньої пермі. Типовим видом є Baldwinonus trux, названий у 1940 році від формації Катлер у Нью-Мексико. Другий вид, Baldwinonus dunkardensis, був названий у 1952 році в Огайо. Baldwinonus спочатку був класифікований в родині Eothyrididae, але з тих пір ця група була визнана таксоном сміттєвого кошика для багатьох ранніх синапсидів. Зовсім недавно Baldwinonus був поміщений в родину Ophiacodontidae. Його філогенетичний зв'язок з іншими ранніми синапсидами залишається погано вивченим, оскільки він відомий лише з кількох фрагментів кістки.